# Галина (аэропорт)
Аэропорт Галина, также известный как Аэропорт имени Эдварда Г. Питка (англ. Edward G. Pitka Sr. Airport), (ИАТА: GAL, ИКАО: PAGA, FAA LID: GAL) — государственный гражданский аэропорт, расположенный в населённом пункте Галина (Аляска), США.

## Операционная деятельность
Аэропорт Галина занимает площадь в 506 гектар, расположен на высоте 47 метров над уровнем моря и эксплуатирует две взлётно-посадочные полосы::
- 7/25 размерами 2209 х 46 метров с асфальтобетонным покрытием;
- 6/24 размерами 849 х 24 метров с гравийным покрытием.